# Carlos Lomelí Bolaños
Carlos Lomelí Bolaños (Mascota, Jalisco; 5 de agosto de 1959) es un empresario, médico cirujano y político mexicano, afiliado al Movimiento Regeneración Nacional. Fue diputado federal plurinominal en la LXIII Legislatura del Congreso mexicano de 2015 a 2018. Fue Delegado Federal del Gobierno de México para Jalisco, designado por el presidente Andrés Manuel López Obrador desde el inicio de la administración hasta el 12 de julio de 2019. Desde el 1 de septiembre de 2024 es senador de la república por Jalisco. 

## Biografía
Nació en 1959 en el municipio de Mascota, Jalisco, en el seno de una familia de bajos recursos económicos, fue el menor de 7 hermanos. Al poco tiempo de haber nacido, la familia se mudó a Guadalajara. En su infancia trabajó en el campo para aportar a los gastos familiares. 

## Trayectoria académica
En 1980 a la Universidad de Guadalajara, donde estudios para Médico Cirujano Partero, recibió su doctorado como Médico Cirujano y Obstetra, recibiéndose como OB/GYN. Su desempeño como estudiante durante su formación académica fue sobresaliente, por lo que fue designado como maestro en la Preparatoria 2 mientras realizaba sus estudios superiores.

## Trayectoria profesional
En 1999, Lomelí se convirtió en director general de Lomedic, S.A. de C.V., la cual empezó a suministrar medicamentos a las clínicas del IMSS en Jalisco. En 2010, la compañía ganó contratos por 600 millones pesos.
En 2011, Lomelí Bolaños fundó otra compañía, Laboratorios SOLFRAN en Guadalajara, dedicado a la fabricación de medicinas genéricas. Junto a la compañía  Abastecedora de Insumos para la Salud, recibieron 307 contratos federales para un total de 883.8 millones pesos de 2013 a 2017.

## Trayectoria política
Lomelí fue precandidato a gobernador por el Partido de la Revolución Democrática en 2006, candidatura que fue ganada por Enrique Ibarra Pedroza. Finalmente contendió por una senaduría y perdió; fue candidato del Movimiento Progresista para el Senado nuevamente en 2012, pero perdió. Después de la elección de 2012, renunció al PRD y se adhirió a Movimiento Ciudadano, el cual le colocó en el primer lugar de su lista de diputados plurinominales para la primera región electoral en las elecciones de 2015, por lo que ganó un puesto en la Cámara de Diputados. En dos y unos años medios en la legislatura federal,  fue secretario de dos comisiones y participó en otras cuatro.
En marzo de 2017, Carlos Lomelí se afilió al Movimiento Regeneración Nacional, por invitación de su entonces dirigente Andrés Manuel López Obrador, donde fue designado Coordinador. En febrero de 2018,  dimite como diputado para contender para la elección de Gobernador de Jalisco con alianza Juntos Haremos Historia, como candidato de coalición. Lomelí acabó segundo con 24.38 por ciento de los votos emitidos, detrás de candidato ganador Enrique Alfaro Ramírez, de Movimiento Ciudadano.
El 18 de diciembre de 2018 fue nombrado Delegado de Programas para el Desarrollo del Gobierno Federal en Jalisco por el presidente Andrés Manuel López Obrador. Renunció a su cargo el 12 de julio de 2019 para que la Secretaría de la Función Pública realizará las investigaciones por supuesto conflicto de intereses por sus empresas de medicamentos.
En 2024, Lomelí participó como precandidato de Morena a gobernador de Jalisco por segunda ocasión, ganó las encuestas, al obtener un total de 23.9% de las preferencias, mientras que Claudia Delgadillo obtuvo 18.6%.No obstante, por la cuota de paridad de género emitida por el Instituto Nacional Electoral, la candidatura le fue otorgada a Claudia Delgadillo. 
Previamente Lomelí, fue nominado por Morena para ser candidato a senador en primera fórmula junto a Rocío Corona Nakamura por la coalición Sigamos Haciendo Historia. Su fórmula logró el 40.41% de los votos emitidos, ganando los dos escaños por la mayoría relativa, once puntos de diferencia sobre el binomio liderado por el exgobernador del Partido Acción Nacional, Francisco Javier Ramírez Acuña que obtuvo el 29.50%. de las preferencias.